# Beru (volcan)
Cet article concerne un volcan éthiopien. Pour l'atoll des Kiribati, voir Beru.
Le Beru est un volcan bouclier situé dans la région Oromia en Éthiopie. Il est situé entre les volcans Fentale et Gariboldi (Kone).